# Mikołaj Ożga (zm. 1626)
Mikołaj Ożga herbu Rawicz (zm. w 1626 roku) – łowczy lwowski w latach 1609-1626.
Był uczestnikiem popisu pospolitego ruszenia ziemi lwowskiej i powiatu żydaczowskiego w 1621 roku.